# Sekigahara (Gifu)
Sekigahara (関ヶ原町 Sekigahara-chō?) es un pueblo japonés localizado en el distrito de Fuwa, prefectura de Gifu, Japón.
En 1600 aconteció, en este lugar, la batalla de Sekigahara.